# Вічурка
Вічу́рка (рос. Вичурка, удм. Вишур) — присілок в Кізнерському районі Удмуртії, Росія.
Населення становить 322 особи (2010, 351 у 2002).
Національний склад (2002):
- удмурти — 83 %

До присілка був приєднаний сусідній присілок Покровка.
Урбаноніми:
- вулиці — Клубна, Макарівська, Молодіжна, Покровська, Шкільна